# Hansa-Brandenburg
Hansa und Brandenburgische Flugzeugwerke (más conocida solo como Hansa-Brandenburg) fue una compañía fabricante de aeronaves alemana que operó durante la I Guerra Mundial. Fue creada en mayo de 1914 por la compra de Brandenburgische Flugzeugwerke por Camillo Castiglioni, que relocalizó la factoría de Liebau en Brandenburg an der Havel. El diseñador jefe de Brandenburg, Ernst Heinkel fue retenido para la nueva empresa. Para otoño de 1915, se había convertido en el mayor fabricante de aeronaves en Alemania, con un capital de 1.500.000 marcos, 1000 empleos, y dos fábricas más —una en Rummelsburg, Berlín, y una en Wandsbek, Hamburgo—.
Aunque la fabricación se llevaba a cabo en Alemania, Castiglioni era austríaco, y muchos de los aviones militares de la firma era producidos para el cuerpo de aviación austrohúngaro. La compañía se hizo especialmente conocida por una serie exitosa de hidraviones de combate y aviones de reconocimiento que eran utilizados por la Marina Imperial Alemana durante la guerra. Hansa-Brandenburg no sobrevivió en el mercado de postguerra, y cesó las operaciones en 1919. No obstante, un número de diseños de la firma continuó siendo producido en otros países, más notoriamente en Finlandia y Noruega.

## Aeronaves

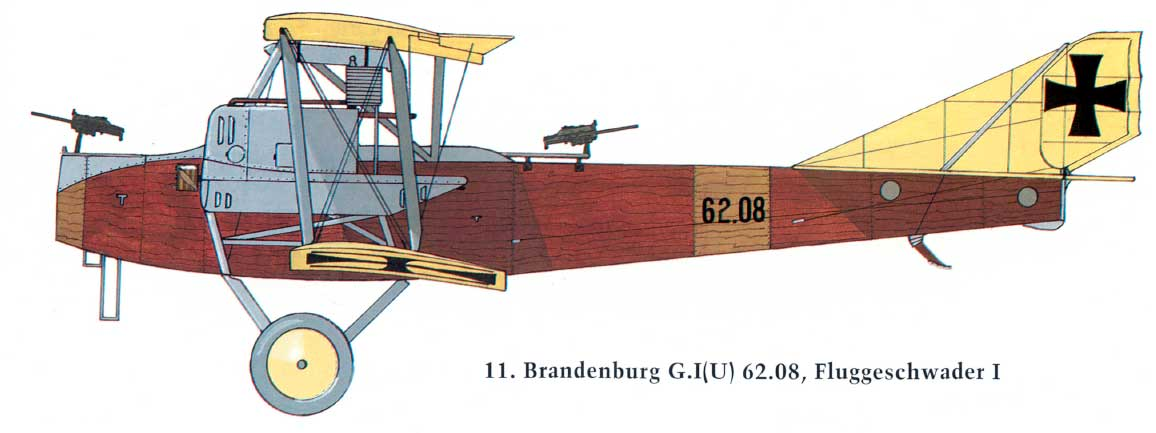
Hansa-Brandenburg G.I

- Hansa-Brandenburg B.I
- Hansa-Brandenburg C.I
- Hansa-Brandenburg CC
- Hansa-Brandenburg D.I
- Hansa-Brandenburg G.I
- Hansa-Brandenburg GW
- Hansa-Brandenburg KDW
- Hansa-Brandenburg W
- Hansa-Brandenburg W.11
- Hansa-Brandenburg W.12
- Hansa-Brandenburg W.13
- Hansa-Brandenburg W.19
- Hansa-Brandenburg W.20
- Hansa-Brandenburg W.27
- Hansa-Brandenburg W.29
- Hansa-Brandenburg W.33